# Ježek Sonic 3
Ježek Sonic 3 (v originále anglicky Sonic the Hedgehog 3) je americká akční komedie. Film je založen na herní franšíze společnosti Sega a režíroval jej podobně jako u obou předešlých dílů Jeff Fowler.
Záměr natočit třetí díl této filmové série byl oficiálně oznámen v únoru 2022 na společenské události pořádané společností Paramount Global pro investory, jež se uskutečnila před vydáním druhého filmu. Natáčení bylo zahájeno v září 2023 v Londýně a dále se natáčelo na místech jako je Los Angeles, Japonsko a Norsko. Kvůli stávce SAG-AFTRA natáčení s hranými herci začalo v listopadu téhož roku v Londýně, přičemž výroba byla ukončena v březnu 2024. Inspiracemi pro děj filmu byly videohry Sonic Adventure 2 z roku 2001 a Shadow the Hedgehog z roku 2005.

## Obsazení
V tomto filmu se vyskytují hrané postavy i animované. Níže je seznam herců a jejich rolí.

### Dabing animovaných postav
| Ben Schwartz              | Ježek Sonic                   |
| Colleen O'Shaughnesseyová | Miles Tails Prower (Chvostík) |
| Idris Elba                | Ježura Knuckles               |
| Keanu Reeves              | Ježek Shadow                  |

### Herecké obsazení
| Jim Carrey          | Dr. Ivo Robotnik a prof. Gerald Robotnik (dědeček Iva) |
| James Marsden       | Tom Wachowski                                          |
| Tika Sumpterová     | Maddie Wachowská                                       |
| Natasha Rothwellová | Rachel (starší sestra Maddie)                          |
| Adam Pally          | Wade Whipple                                           |
| Shemar Moore        | Randall Handel                                         |
| Lee Majdoub         | Agent Stone                                            |
| Tom Butler          | Velitel Walters                                        |
| Krysten Ritterová   | Ředitelka Rockwellová                                  |
| Alyla Browne        | Maria Robotniková                                      |

## Příběh
Úvod děje se odehrává v roce 1974, kdy na Zemi ve státě Oklahoma dopadne meteor, na kterém přicestoval mimozemský antropomorfní ježek, který se jmenuje Shadow. Ihned po dopadu ho zajala americká armáda a dopravila ho do přísně střeženého armádního vědeckého pracoviště, kde byl ředitelem doktor Gerald Robotnik, jenž ho podrobil všemožným experimentům. Na tuto základnu však jednoho dne přišla Geraldova vnučka Maria, se kterou se Shadow spřátelil, měl ji rád a zažil s ní mnoho krásných chvil. To skončilo jedné noci, kdy do základny vtrhly jednotky nově vzniklé mezinárodní bezpečnostní agentury „Ochranné síly národů“ (GUN, Guardian Units of Nations). Gerald, Maria a Shadow jim utekli ve snaze zabránit jednotkám GUN zmocnit se Shadowa, pro kterého byli Robotnikovi jako rodinou. Jakmile byli dostiženi, zahájili členové GUNu palbu. V nastalé vřavě se tehdy ještě poručík Walters snažil zabránit smrti osazenstva základny a palbu svým zákrokem nešťastně nasměroval do zařízení, jež se vzápětí přehřálo a vybuchlo. Exploze zabila Mariju a zranila Gerarda. Gerald Robotnik byl uvězněn a šokovaný Shadow byl zajat a uveden do stáze.
O padesát let později došlo na přísně tajné základně Ochranných sil národů nedaleko japonského pobřeží, kde byl Shadow držen, k incidentu, kdy někdo zvenčí hackl bezpečnostní systém a probudil tohoto červenočerného ježka ze stáze, který pobil všechny přítomné vojáky a usiloval o pomstu. Mezitím se v Green Hills v Montaně příjemně bavili Sonic, Chvostík, Knuckles i Wachowští v lese, kde oslavovali výročí příchodu Sonica na Zemi místo jeho narozenin, protože jeho datum narození je neznámé, a závodili spolu v rychlosti běhu lesem. Ideu utnula ředitelka GUNu Rockwellová, jež přiletěla v helikoptéře, aby povolala „Tým Sonic“ do akce. Informovala všechny tři o Shadowovi, hrozbě v Japonsku, kterého musí porazit v boji a zajmout. Prstenem moci se i s celým vrtulníkem přesunuli do nočního Tokia, kde záhy uviděli Shadowovo řádění proti tamní policii i jednotkám GUNu. Když se do boje zapojili Sonic, Knuckles i Chvostík, dokázal je Shadow všechny porazit a uniknout.
Tým Sonic se ukryl v nedaleké restauraci vyzdobené ve stylu anime postaviček a pojedli tam. Našel je tam velitel Walters, aby jim pověděl, kdo Shadow ve skutečnosti je a varoval Sonica, že na rozdíl od něj Shadow neměl to štěstí, že tady na zemi našel novou rodinu a přátele, místo toho ho sžírá nenávist a touha po pomstě. Náhle však došlo k útoku bojových dronů doktora Iva Robotnika, které smrtelně zranily Walterse. Než zemřel, předal Sonicovi magnetickou kartu, ať ji uchová, že jemu jedinému věří. Tým Sonic se rozhodl hledat Shadowa i bez pomoci GUNu a mezitím Rockwellová nachází Waltersovo mrtvé tělo. Zajímala ji jen ta magnetická karta a domnívala se, že ji ti tři ukradli. Tým Sonic nakonec v Tokiu našel agenta Stonea, loajálního poskoka Iva Robotnika, který je přesvědčil, že ty drony nevyslal on ani Robotnik. Pozve je do Robotnikovy krabí ponorky, kde uvidí Iva značně zarostlého a sešlého, obtloustlého a celkově neupraveného, jak se místo plánů na ovládnutí světa věnuje sledování jihoamerických telenovel. Tým Sonic uzavře s Ivem Robotnikem (jenž si vynutil Sonicovu bodlinu) bizarní alianci, jakmile od nich uslyší, že na ně zaútočily jeho drony, a ten pak na svých počítačích začne zjišťovat, kam ty drony poté zmizely.
Shadow po japonských událostech navštíví zničenou a opuštěnou základnu, na niž měl spousty krásných, ale také tragických vzpomínek díky Marii. Nakonec zjistí, že tam není sám, a potká tam i Geralda Robotnika, jenž má stejnou postavu i knír jako Ivo Robotnik, jen je celý bílý. Právě Gerald nedávno uvolnil Shadowa ze stáze a aktivoval drony svého vnuka Iva, aby sem nalákal nejen jeho, ale i Sonica, Chvostíka a Knucklese. Shadow je všechny jednoho po druhém vyřadil a Sonicovi sebral magnetickou kartu, kterou odevzdal Geraldovi. Ten se nejprve staral o Iva, vnuka, který ani netušil, že má nějaké žijící příbuzné. Oba navíc byli v držení ježčích bodlin; Ivo měl Sonicovu bodlinu, zatímco Gerald držel Shadowovu. Ivovi vysvětlil, že ta magnetická karta je určená pro aktivaci Kanónu Eclipse, jím navržené superzbraně pro nasazení z oběžné dráhy, kterou lze namířit na jakékoliv místo na světě. Gerald Ivovi poví, že hodlá s pomocí Eclipse zničit velitelství GUN v Londýně. V ten moment Ivo poruší dohodu s týmem Sonic a zanechá tam všechny tři, spoutané řetězy. Shadow odchází s Robotnikovými hledat na velitelství GUNu druhou magnetickou kartu nutnou ke spuštění Eclipse a využije svou moc Chaosu k vytvoření miniaturní černé díry, která základnu i celou horu, v níž se nacházela, zničila.
Spoutaný tým Sonic ale jisté smrti unikl s využitím Prstenu moci a prchli za Tomem a Maddie Wachowskými, aby jim pomohli najít druhou magnetickou kartu dříve než Robotnikovi, kteří se cestou do Londýna bavili ve Stoneově virtuální realitě a prožívali v ní chvíle, které za těch padesát let promeškali, zatímco Ivo vyrůstal a žil jako sirotek a Gerald byl zavřený ve vězení. Stone na to, jak si ho Ivo málo všímal, viditelně žárlil a pokusil se svého pána varovat, že Gerald před ním něco skrývá a využívá ho, ale Ivo mu dal najevo, že je pro něj nula. V Londýně tým Sonic zaujal své pozice a Tom s Maddie využili Chvostíkovy hologramy k tomu, aby se na velitelství vydávali za agenty Randalla a Rachel Handela, manžele, a nacvičovali si věrohodnou hádku mezi nimi, aby se dostali do míst, kde by za pomocí USB disku umožnili Chvostíkovi hacknout tamní systémy k vyhledání magnetické karty. K nepříjemnému překvapení zjistili, že je tam velitelka Rockwellová a že oba Robotnikovi jsou již uvnitř a překonávají v oblecích odrážejících laserové paprsky zabezpečující prostory u hledané karty. Avšak k jejich smůle je oba chytilo zabezpečení na bázi umělé gravitace. Sonic, jenž mezitím vtrhl dovnitř toto zabezpečení rovněž zachytilo, ale vznášel se ve vzduchu, zatímco Iva a Geralda Robotnikovy gravitace přidrtila k podlaze.
Do síně s magnetickou kartou vtrhla Rockwellová i s vojáky, aby zajala Robotnikovy i Sonica, pak i Chvostíka, který také vnikl dovnitř, když se do gravitační pasti chytil on i Rockwellová i všichni její vojáci při Shadowově intervenci. Osvobození z pasti přinesl až Knuckles, jenž měl za úkol číhat a vniknout hrubou silou dovnitř, pokud cokoliv selže, a vyřadil svým pádem umělé gravitační pole z provozu. Ale ještě dříve se k magnetické kartě doplazil Ivo Robotnik a předplazil Rockwellovou. Nastal chaos, během kterého Robotnikovi i s oběma kartami unikli, zatímco Shadow pronásledoval v chodbách „Walterse“, aniž by tušil, že se jedná o Toma, jehož vzhled je změněn hologramem, který předtím využil ke zmatení Rockwellové. Takto nesprávně obvinil Toma ze smrti Marie a tvrdou ranou ho složil k zemi. Tom upadl do bezvědomí, ztratil Waltersovu podobu, a přispěchal k němu Sonic, jenž dorazil původně pronásledovat Shadowa. Toho nyní absolutně ignoroval a zoufale se snažil Toma probrat z bezvědomí a bál se, aby nezemřel. Jak toto Shadow sledoval, vybavily se mu vzpomínky na osudný den, kdy se stejnými slovy a zoufalými činy pokoušel probrat Marii. Nyní sám litoval, že takto silně udeřil a asi i zabil nevinného člověka, a z místa odešel.
Shadow se znovu sešel s Robotnikovými na kanónu Eclipse, jenž ležel padesát let ukrytý na dně řeky Temže, přímo před budovou velitelství GUN, a po zasunutí obou karet začala tato superzbraň i s nimi na palubě stoupat do vesmíru. Tom nakonec přežil Shadowův útok a Maddie ho doprovodila v sanitce do nemocnice. I tak byl ale Sonic velice rozzuřený a prahl po odplatě. Po Knucklesovi chtěl znát místo, kde je schovaný Arcismaragd, uchovávající sedmici smaragdů Chaosu, jejichž moc potřeboval k porážce Shadowa. Třebaže si byl plně vědom, že jeho použitím poruší přísahu, kterou Sonic, Knuckles a Chvostík stvrdili na konci druhého filmu, naléhal na oba, aby mu to schválili i přes varování, jaké důsledky by mělo použití Arcismaragdu za účelem, pomsty. Knuckles byl na Sonica velice rozzloben, ale nakonec mu vyhověl a prozradil, že ho ukryl u Wadea Whipple, potrhlého policisty v Green Hills. Sonic tedy oba své parťáky opustil, uzmul Arcismaradg, který na střeše svého domu Wade využíval místo puku při tréninku s hokejkou, přeměnil se do stavu SuperSonica a vyletěl ohromnou rychlostí až k Eclipse, kterou Shadow mezitím na Geraldův pokyn nabíjel energií Chaosu svým rychlým během v kruzích kolem generátoru.
Sonic dorazil k zařízení, jež právě zaujalo své místo na oběžné dráze, a utkal se s Shadowem, tentokrát ve vyrovnaném boji, jenž se odehrával v rychlosti přibližující se rychlosti světla na různých místech Země. Shadowovi se podařilo vyrazit Arcismaragd ze Sonica a oba dva následně absorbovali do sebe několik ze všech sedmi smaragdů Chaosu. Boj pokračoval a utávali se SuperSonic proti SuperShadowovi, oba žlutě žhnoucí a poháněni touhou po pomstě a nenávistí. Bitva mezi nimi, zatímco generátor na Eclipse nabíjel zbraň samotnou, gradovala a Sonic začal mít převahu. Shadowa jedinou ranou vystřelil až na Měsíc, kde ho zbitého hodlal dorazit, když ho poražený Shadow ještě hecoval, aby se poddal své touze po pomstě. Sonic, když se natahoval na poslední ránu, znejistěl, když si vybavil vyhrocenou diskuzi s Knucklem a Chvostíkem ohledně přísahy a také Tomova slova, a překvapeného Shadowa, jehož superforma vyhasla, pustil, posadil se vedle něj a vypnul i svou superformu. Shadowovi vysvětlil, že by neměl nenávidět svět, protože osoba mu nejdražší Maria zemřela při neštěstí způsobeném lidmi. Sám mu sdělil svůj příběh, jak ztratil Longclaw, a jak si uvědomil, že mít někoho rád je daleko důležitější než myslet na pomstu. Navíc, zda si myslí, že by si takové zničení světa Maria přála? Tato řeč Shadowa dojala a přidal se na Sonicovu stranu, kterému sdělil, jak se ve skutečnosti věci mají s kanónem Eclipse.
Na Eclipse, jehož kanón již byl plně nabit, Gerald svému vnukovi odhalil, že nehodlá jen zničit ústředí GUNu, ale chce zničit celou Zemi. Přitom prozradí, že tak činí z pomsty za smrt své vnučky Mariji, Ivovy sestřenice, kterou nade všechno miloval, na rozdíl od něj, Iva, kterému nyní došlo, že ho jeho vlastní dědeček jen využil. Ivo mu řekl, že jeho přáním bylo vždycky Zemi ovládnout, nikoliv zničit, a dědeček i vnuk spolu začali bojovat. Gerald k boji využil robotické přídavky na svém těle, například obří železnou pěst, kterou Iva přemohl a pak mu s ní jako neposlušnému vnukovi naplácal na pozadí. Ivo se však vymanil a boje pokračovaly i později, když Gerald nasadil robotické doplňky, aby mohl útočit jako štír, zatímco Ivo nasadil doplňky, aby bojoval jako kudlanka. Přitom Gerald zničil ovládací konzoli, aby výstřel z Eclipse nemohl být zastaven. Svého vnuka nakonec strhl přes zábradlí, otevřel mu okno a vyhodil ho z Eclipse ven, aby ve vesmírném vakuu zemřel. Na místo ale včas dorazili nějakým způsobem Chvostík s Knucklem, kteří se i přes jejich zlobu na Sonica rozhodli pomoci, a tedy zachytili Iva a vnikli s ním zpět dovnitř Eclipse. To Gerald nečekal, byl Ivem bodnut Sonicovou bodlinou a odstřelen na nabitou stěnu generátoru, jehož energie ho okamžitě usmrtila.
V době boje mezi Geraldem a Ivem došlo ve vesmíru ještě k bitvě mezi Sonicem s Shadowem proti armádě Geraldových robotů, která je výrazně zdržela od návratu na Eclipse. Po těchto bojích a po smrti Geralda Robotnika Ivo zjistil, že výstřel nelze zastavit, a tak Ivo spolu s Knucklesem a s Chvostíkem vší silou otáčeli hlaveň kanónu pryč od Země, s čímž zvenčí pomáhali Sonic s Shadowem. Zbraň vystřelila, ale Zemi o kousek minula. Pouze trochu rozřízla Měsíc. Po výstřelu se však začal přehřívat generátor a hrozil výbuch silný natolik, že by jeho radiace zamořila celou Zemi. Ivo, i když i při této spolupráci měl Sonica stále spíše za nepřítele než za spojence, nehodlal být jako jeho děda a rychle se dal do práce, aby jádro reaktoru stabilizoval na tak dlouho, jak bylo potřeba pro přesunutí Eclipse dál od Země, odkud by výbuch nebyl pro život na Zemi fatální. 
Sonic s Shadowem ve svých superformách začali na Eclipse tlačit, zatímco Ivo neúnavně pracoval na poškozené konzoli, a podařilo se mu to nakonec. Sonic ale časem přišel o superformu a začal padat k zemi. Chvostík se vydal za ním, aby ho přesunul na povrch posledním Prstenem moci, který jim zbýval. Nepovedlo se mu to, a tak Eclipse opustil i Knuckles, jenž zachytil oba i prsten a přesunul je bezpečně na Zemi. Ivo Robotnik na můstku Eclipse zůstal sám. Podařilo se mu explozi oddálit, jak nejvíce to šlo, a byl připraven zemřít. Otevřel všechny komunikační kanály na světě, aby se jeho videohovor zobrazil všude na světě ve všech zařízeních, aby celý svět informoval, že když svět nedovede ovládnout, může ho zachránit. Doufal, že to vidí a slyší i agent Stone, kterého předtím ponížil a považoval jen za patolízala, ale nyní ví, že to byl jediný (pato)přítel, jakého měl. Stone to v Londýně viděl a byl dojat. Zároveň byl ale smutný, protože doktor Robotnik, kterému celý život sloužil a obdivoval ho, hledí vstříc jisté smrti.
Eclipse vybuchla a ze Země byla vidět obří ohnivá koule, nyní neškodné díky Ivovi Robotnikovi a Shadowovi, který Eclipse odtlačoval od Země ve své superformě až do poslední sekundy. Od toho okamžiku nebylo o Shadowovi vidu ani slechu ani o Ivovi Robotnikovi. Otazník také visí nad tím, co se stalo se smaragdy Chaosu, které měl Shadow u sebe. Později se členové týmu Sonic probrali z bezvědomí. Sonic se oběma svým parťákům omluvil za své chování a navrhl, aby tým nenesl tak velkohubý a domýšlivý název, ale aby si od teď říkali pouze a jenom tým. Trojice se usmířila a jakmile se Tom uzdravil, opět se uspořádala oslava v lese, spolu se závodem v běhu. Během něj Sonic přestřelil cílovou rovinku tak, že se zastavil až někde v lesích před New Yorkem. Ve scéně uprostřed závěrečných titulků ho v tomto lese napadly desítky robotů, které měly plechovou ježčí podobu s rudě žhnoucíma očima. Zachráněn však byl růžovou ježicí vyzbrojenou zvláštním kladivem. Nepředstavila se, ale šlo o Amy Rose.

## Produkce filmu

### Casting
Dne 6. března 2020 bylo potvrzeno, že James Marsden podepsal smlouvu na natáčení vícero pokračování Ježka Sonica. V dubnu 2022 oznámil představitel Doktora Robotnika Jim Carrey, že zvažuje ukončení své bohaté herecké kariéry. I když oznámil svůj možný odchod, rozhodli se producenti Neal H. Moritz a Toby Ascher, že nebudou roli Robotnika přeobsazovat. Nicméně doufají, že se jim povede vytvořit pro Carreyho dostatečně lákavý scénář, který ho přesvědčí, aby pokračoval. Nakonec se jim povedlo Carreyho přesvědčit, a tak si i potřetí zahraje Dr. Robotnika.

### Hudba
V prosinci 2023 zpěvák japonsko-americké skupiny Crush 40 Johnny Gioeli řekl, že se mluvilo o zařazení písně „Live & Learn“ což je hlavní píseň z videohry Sonic Adventure 2 z roku 2001, do filmu. V lednu 2024 bylo oznámeno, že se pro film vrátí Tom Holkenborg, který také složil písně pro první dva filmy. Následující měsíc Gioeli oficiálně potvrdil, že píseň „Live & Learn“ bude zahrnuta do filmu.

### Pokračování filmové série
V září 2024 uvedl producent Toby Ascher, že má záměry na natočení dalších filmů na tematiku ježka Sonica. Elba a Reeves dokonce vyjádřili přání, aby byly natočeny spin-offy Sonicových filmů, kde by hlavními hrdiny byly jejich postavičky, čili Knuckles a Shadow. V prosinci 2024 pak byly skutečně zahájeny práce na čtvrtém filmu o Sonicovi, které by měly být dokončeny na jaře 2027.
Přestože v tomto díle postava Iva Robotnika měla zahynout, vyjádřil herec Jim Carrey, že je otevřen vůči možnosti, aby se v této roli vrátil i pro čtvrtý díl, pokud pro něj bude scénář dostatečně zajímavý.